# Varese Calcio 1981-1982
Questa voce raccoglie le informazioni riguardanti il Varese Calcio nelle competizioni ufficiali della stagione 1981-1982.

## Rosa

Una formazione varesina in campo con la divisa invernale

| N. |                   | Ruolo | Calciatore           |
| -- | ----------------- | ----- | -------------------- |
|    | Italia (bandiera) | D     | Massimo Arrighi      |
|    | Italia (bandiera) | A     | Gaetano Auteri       |
|    | Italia (bandiera) | C     | Gabriele Bongiorni   |
|    | Italia (bandiera) | D     | Maurizio Braghin     |
|    | Italia (bandiera) | D     | Fabiano Brambilla    |
|    | Italia (bandiera) | D     | Aldo Cerantola       |
|    | Italia (bandiera) | A     | Vincenzo Di Giovanni |
|    | Italia (bandiera) | D     | Fabio Fraschetti     |
|    | Italia (bandiera) | C     | Marcello Giglio      |
|    | Italia (bandiera) | C     | Bruno Limido         |

| N. |                   | Ruolo | Calciatore            |
| -- | ----------------- | ----- | --------------------- |
|    | Italia (bandiera) | C     | Ennio Mastalli        |
|    | Italia (bandiera) | C     | Massimo Mauti         |
|    | Italia (bandiera) | C     | Massimo Palano        |
|    | Italia (bandiera) | P     | Michelangelo Rampulla |
|    | Italia (bandiera) | C     | Franco Salvadè        |
|    | Italia (bandiera) | C     | Giampiero Scaglia     |
|    | Italia (bandiera) | C     | Stefano Strappa       |
|    | Italia (bandiera) | A     | Franco Turchetta      |
|    | Italia (bandiera) | D     | Giuliano Vincenzi     |
|    | Italia (bandiera) | D     | Luigi Zubiani         |

## Risultati

### Serie B

#### Girone di andata
| 11 ottobre 1981 1ª giornata | Varese | 1 – 0 | Cremonese |  |

| 20 settembre 1981 2ª giornata | Catania | 0 – 2 | Varese |  |

| 27 settembre 1981 3ª giornata | Varese | 1 – 1 | Reggiana |  |

| 4 ottobre 1981 4ª giornata | Pescara | 1 – 2 | Varese |  |

| 11 novembre 1981 5ª giornata | Varese | 1 – 0 | Verona |  |

| 18 ottobre 1981 6ª giornata | Sampdoria | 1 – 0 | Varese |  |

| 25 ottobre 1981 7ª giornata | Varese | 1 – 0 | Foggia |  |

| 1º novembre 1981 8ª giornata | Cavese | 0 – 0 | Varese |  |

| 8 novembre 1981 9ª giornata | Varese | 1 – 1 | Rimini |  |

| 15 novembre 1981 10ª giornata | Pisa | 0 – 0 | Varese |  |

| 22 novembre 1981 11ª giornata | Varese | 1 – 0 | Sambenedettese |  |

| 29 novembre 1981 12ª giornata | Palermo | 2 – 0 | Varese |  |

| 24 novembre 1981 13ª giornata | Varese | 1 – 1 | Brescia |  |

| 13 dicembre 1981 14ª giornata | Varese | 3 – 2 | Perugia |  |

| 20 dicembre 1981 15ª giornata | Lecce | 1 – 1 | Varese |  |

| 3 gennaio 1982 16ª giornata | Varese | 2 – 0 | SPAL |  |

| 10 gennaio 1982 17ª giornata | Bari | 0 – 0 | Varese |  |

| 17 gennaio 1982 18ª giornata | Varese | 1 – 1 | Lazio |  |

| 24 gennaio 1982 19ª giornata | Pistoiese | 1 – 1 | Varese |  |

#### Girone di ritorno
| 7 febbraio 1982 20ª giornata | Cremonese | 0 – 0 | Varese |  |

| 14 febbraio 1982 21ª giornata | Varese | 1 – 1 | Catania |  |

| 21 febbraio 1982 22ª giornata | Reggiana | 2 – 2 | Varese |  |

| 28 febbraio 1982 23ª giornata | Varese | 3 – 1 | Pescara |  |

| 7 marzo 1982 24ª giornata | Verona | 3 – 1 | Varese |  |

| 14 marzo 1982 25ª giornata | Varese | 2 – 0 | Sampdoria |  |

| 21 marzo 1982 26ª giornata | Foggia | 0 – 0 | Varese |  |

| 28 marzo 1982 27ª giornata | Varese | 0 – 1 | Cavese |  |

| 4 aprile 1982 28ª giornata | Rimini | 1 – 0 | Varese |  |

| 11 aprile 1982 29ª giornata | Varese | 1 – 0 | Pisa |  |

| 18 aprile 1982 30ª giornata | Sambenedettese | 1 – 0 | Varese |  |

| 25 aprile 1982 31ª giornata | Varese | 3 – 1 | Palermo |  |

| 2 maggio 1982 32ª giornata | Brescia | 0 – 0 | Varese |  |

| 9 maggio 1982 33ª giornata | Perugia | 2 – 1 | Varese |  |

| 16 maggio 1982 34ª giornata | Varese | 2 – 0 | Lecce |  |

| 23 maggio 1982 35ª giornata | SPAL | 0 – 1 | Varese |  |

| 30 maggio 1982 36ª giornata | Varese | 3 – 1 | Bari |  |

| 6 giugno 1982 37ª giornata | Lazio | 3 – 2 | Varese |  |

| 13 giugno 1982 38ª giornata | Varese | 1 – 1 | Pistoiese |  |